# Vigon
Vigon, né à Rabat le 13 juillet 1945, de son vrai nom Abdelghafour Mouhsine, est un chanteur marocain spécialisé dans le rhythm and blues, apparu dans le milieu des années 1960. Il est le père de la chanteuse Sofia Gon's. Il collabore avec des artistes comme Aretha Franklin, Rolling Stones, Stevie Wonder, Jimi Hendrix ou encore le producteur français Mounir Belkhir.

## Biographie
Il est né en 1945 à Rabat dans une famille de 10 enfants. Son père est vendeur de légumes,. L'origine de son pseudonyme, Vigon, se rattache à ses premières classes enfant : « Alors que j'étais en classe, au lieu de dire wagon, j'ai dit vigon. Ça a amusé tout le monde et on m'a surnommé Vigon ! », raconte-t-il. Il quitte l'école prématurément. Il découvre le rock dans une «surprise-partie». Il fonde plusieurs groupes, toujours au Maroc, dont Les Toubkal avec lequel il chante essentiellement dans les bases américaines au Maroc, notamment les bases de Kénitra, Sidi Slimane et Ben Guérir. « On venait jouer pour les troufions et au passage entendre les derniers disques, qu'ils recevaient une semaine à peine après leur sortie aux Etats-Unis », explique-t-il sur cet intérêt pour les bases militaires américaines.
En 1960, il vient en France pendant ses vacances, et il y découvre le Golf-Drouot et Paris. Il s'installe définitivement à Paris en 1964,, après avoir participé également à un radio crochet en 1962 au cinéma royal de Rabat. Il débute vraiment accompagné par un groupe du lycée de Courbevoie en répétitions, Les Sylvers Stars et chante ensuite avec l'orchestre Vigon et Les Lemons où le futur chanteur Michel Jonasz est aux claviers. Il enregistre alors plusieurs disques, notamment pour Barclay, qui ne rencontrent qu'un succès d'estime. Remarquable « bête de scène » à la voix rauque, il assure avec son groupe Les Lemons puis en solo les premières parties de Bo Diddley, Stevie Wonder, et Otis Redding à l'Olympia de Paris, des Rolling Stones ou de Johnny Hallyday, mais aussi David Bowie débutant jouant encore  sous le nom de Davis Jones. Il est l'un des rares chanteurs marocains à signer avec la firme Atlantic en 1968. Par ailleurs, il se produits dans les clubs de musique rock de la capitale et dans des concerts en France, Suisse, Belgique, Italie, et Pays-Bas.
En 1978, il retourne à Agadir où il chante au Tan-Tan Club à l’hôtel Les Almohades pendant 22 ou 23 ans,. De retour à Paris en 2000, il chante pendant sept ans pour l’American Dream, restaurant show rue Daunou. Sa fille Sofia Gon's, également chanteuse de R&B, décède d'une crise cardiaque le 14 août 2011 à 25 ans, quelques mois avant la sortie de son deuxième album. Vigon retourne sur scène pour lui rendre hommage en participant à la première saison de The Voice, la plus belle voix, diffusée du 3 mars au 21 avril 2012 sur TF1. Il rejoint l'équipe de Louis Bertignac et est éliminé au 3e prime le 21 avril 2012.
Lors de l'émission les Enfants de la télé, l'acteur et humoriste maroco-canadien Gad Elmaleh a déclaré être un grand fan du chanteur et d'avoir créé, au Maroc, en hommage à celui-ci un groupe nommé Les Vigonettes. Toujours en guise d'hommage à ce chanteur rock d'une précédente génération, Gad Elmaleh appelle également un cabaret qu'il crée à Marseille en 2025 Le Vig’s.

## Discographie
Son plus gros succès est sans aucun doute la reprise de Harlem Shuffle (1967) de Bob & Earl, vingt ans avant la reprise des Rolling Stones, qui aboutit à la création d'un scopitone. Parmi ses chansons les plus remarquables figure également une reprise du classique international Only a Fool Breaks His Own Heart.
- 1965 : Bama Lama Bama Loo / Dizzy Miss Lizzy
- 1966 : Hound Dog /  I’ll Wake up Crying
- 1967 : Un Petit Ange Noir  /  Don’t you Mess with Cupid  /  Harlem Shuffle  /  I’ll Never Turn my Back on you
- 1968 : It’s All Over  / The Spoiler
- 1969 : The End /  Baby your Time is my Time
- 1969 : Harlem Shuffle  (live) / Keep on Dancing
- 1970 : Popcorn /  frozen steack
- 1970 : Annabel Lee
- 1971 : Only a Fool / I Can’t Stop
- 1971 : Al Houb El Kebir (adaptation en arabe de Only a Fool) / Good Golly Miss Molly
- 1971 : Dreams / Take Me
- 1972 : Pollution
- 1972 : 33 tours Greatest Hits
- 1976 : Nobody Home / Unchained Melody
- 2008 : Réédition du 33 Tours Greatest Hits en CD et vinyle par Barclay. Il est publié sous le nom de The End of Vigon et a pour pochette la jaquette de l'unique EP de Vigon.
- 2008 : The soul man (album live de reprises)
- 2009 : Réédition du 45 tours Popcorn Popcorn / Frozen Steak Popcorn en vinyle.
- 2009 : Deuxième partie de The End of Vigon. Ces deux parties réunissent presque l'œuvre entière de Vigon. Seuls le titre Only a Fool (version arabe) et le dernier 45 tours de 1976 ne sont pas présents.
- 2012 : CD Best Of réunissant la quasi-intégralité des 45 tours de Vigon sur une période allant de 1965 à 1976.
- 2013 : Vigon Bamy Jay, Les Soul Men (avec Érick Bamy et Jay)

## Scènes

### 1964
- 22 novembre : Vigon participe à un tremplin au Golf-Drouot et interprète Long Tall Sally, Good Golly, Miss Molly et Tutti Frutti. Il gagne le tremplin le vendredi suivant. Alain Chamfort est au piano.

### 1965
- Janvier : Vigon & Les Lemons sont engagés à la "Rose rouge" (premier nom du Bus Palladium), rue Fontaine à Pigalle.
- Avril : Vigon relaie les Jets au Golf-Drouot où il interprète du James Brown.
- Juillet : Vigon & Les Lemons jouent au "Zéro de Conduite" en Tunisie.
- 11 octobre : Vigon & Les Lemons accompagnent Wanda Jackson à la "Locomotive". Vigon fait la première partie.
- 19 octobre : Vigon passe à l'Olympia avec Bo Diddley, Barry McGuire et les Them.
- 13 novembre : Vigon & Les Lemons retrouvent les Who à la "Locomotive".

### 1966
- 5 février : Vigon est au même programme que les Moody Blues, les Yardbirds, Ronnie Bird et Antoine à la Mutualité.
- 29 mars : Vigon est dans le même programme que les Rolling Stones à l'Olympia.
- 10 septembre : Vigon ouvre pour Otis Redding à l'Olympia.
- 30 septembre : Vigon chante à Tête de Bois et Tendres Années avec Bill Haley et les Moody Blues.

### 1967
- Janvier : Vigon se produit au Bus Palladium avec une nouvelle formation.
- 23 février : Vigon participe au concert Copains-Menier à l'Alhambra avec les Kinks.
- 25 février : Vigon triomphe au Week-End Club, à côté de Bobino, rue de la Gaité, où sont enregistrés Un Petit Ange Noir et Harlem Shuffle.
- 16 octobre : Vigon, fait la première partie de Stevie Wonder à l'Olympia.
- 25 octobre : Vigon passe à l'Olympia avec Sam and Dave.
- Novembre : Vigon se produit au Titan à Rome.

### 1968
- 6 février : Vigon est dans le même programme que Wilson Pickett à l'Olympico de Rome.
- 5 mai : Vigon se produit au festival de Courtrai près de Roubaix.

### 1969
- Février : Vigon se produit deux semaines au Zoom de L'Alpe d'Huez.
- 7 mars : Vigon se produit au Golf-Drouot.
- 28 mars : Vigon jam avec Moustique à la Locomotive.
- Mai : Vigon passe tout le mois au Big Ben, le célèbre club de Cassis.
- 7 juillet : Vigon est dans la première partie de Chuck Berry à l'Olympia.

### 1970 - 1977
- Mars 1970 : Vigon chante au Why Not près de l'église Saint-Germain-des-Prés.
- Décembre 1971 : Vigon donne des concerts dans son pays natal, le Maroc, à Casablanca, Rabat, Kénitra.
- Janvier 1972 : Vigon se produit à la Mutualité et à la salle Wagram.
- Mars 1972 : Vigon chante à Alger avec Eddy Mitchell pour les cérémonies des dix ans de l'indépendance algérienne.
- Juin 1972 : Vigon est recruté par Johnny Hallyday pour la tournée du Johnny Circus.

### 1978 - 1997
- De 1978 à 1997, Vigon quitte la France pour rejoindre le Maroc. Il se produit au Tan Tan Club à Agadir.
- À cette période Vigon animait également le restaurant Le Jardin d'Eau à Agadir, où il était présent tous les jours.

### Années 2000
- Janvier 2000 : Vigon chante tous les soirs à l'American Dream près de l'Opéra de Paris.
- 26 octobre 2004 : Vigon chante à la fête des vingt ans de Jukebox magazine.
- Juillet-Août 2006 : Vigon fait des piges au Club Med d'Opio.
- 11 et 12 octobre 2008 : Vigon chante au 64e CIDISC à l'Espace Champerret.
- 2009 : Musicale de Canal+ consacrée à la musique soul. Il interprète deux chansons : I Can't Stop Loving You et Harlem Shuffle en live.
- 21 novembre 2009 Vigon "is still well and alive" et chante à l'American Dream près de l'Opéra de Paris.

### Années 2010
- 9 et 10 octobre 2010: Vigon chante au 70e CIDISC à l'Espace Champerret accompagné par le groupe "Guitar Express".
- Le 17 juin 2011, Vigon chante au 6e Continent à Lyon à l'occasion de la soirée "Maroc en Mouvement" après la projection du film CasaNayda! en présence de l'auteur Dominique Caubet.
- En 2012, Vigon apparaît dans l'émission The Voice, la plus belle voix sur TF1 et il est remarqué par Louis Bertignac qui le prend dans son équipe. Il est éliminé le 21 avril 2012 après avoir chanté Soul Man de Sam & Dave.
- Il chante lors de la 11e édition du festival Mawazine au Maroc. Il se produit à Cahors, lors de la dernière édition du Festival de Blues de Cahors qui a lieu du 14 au 21 juillet 2012.
- Le trio Vigon Bamy Jay, composé de Vigon, Erick Bamy (deuxième voix de Johnny Hallyday et finaliste de La France a un incroyable talent 2010) et Jay (leader des Poetic Lover), reprend les plus grands standards américains de musique Soul et Rhythm 'n' Blues (sinon arrangés de cette façon). L'album Les Soul Men sort le 25 mars 2013 et remporte instantanément un grand succès (disque de platine). Le 20 juin 2014, le trio assure le concert d'ouverture du Festival de musique franco-américaine de Thiais (Val-de-Marne).
- Le 25 juin 2016, Vigon est l'invité du Festival de musique franco-américaine de Thiais (Val-de-Marne) avec la formation The Rolling Dominos.